# Figurki ćmielowskie
Figurki ćmielowskie – obiekty ceramicznej rzeźby kameralnej (dekoracyjnej) powstające w Polsce w latach 50. i 60. XX wieku, reprezentujące stylistykę tzw. New Look lub okresu odwilży, odlewane w porcelanie lub w porcelicie. Były projektowane przez plastyków zatrudnionych w Instytucie Wzornictwa Przemysłowego, w szczególności przez Henryka Jędrasiaka, Mieczysława Naruszewicza, Hannę Orthwein oraz Lubomira Tomaszewskiego, i produkowane w różnych zakładach produkcji ceramiki na terenie Polski. W 1964 r. produkcja figurek zaprojektowanych przez IWP została (z pojedynczymi wyjątkami) przeniesiona do Zakładów Porcelany Stołowej „Ćmielów” w Ćmielowie. Figurki ćmielowskie stanowią ważne zjawisko w sztuce użytkowej swojego okresu, o znaczeniu porównywalnym do tego, jakie miały figurki nymfenburskie i miśnieńskie dla wieku XVIII oraz figurki kopenhaskie dla doby modernizmu. W 2021 roku powstała pierwsza biografia o Lubomirze Tomaszewskim wyd. Agora autorzy Katarzyna Rij i Jerzy A. Wlazło, w książce opisywany jest szeroki kontekst związany z figurkami ćmielowskimi. 

## Tło historyczne
W latach 50. XX w. w Instytucie Wzornictwa Przemysłowego w Warszawie powstał czteroosobowy zespół plastyków pod przewodnictwem Henryka Jędrasiaka, w skład którego weszli młodzi absolwenci warszawskiej ASP – Mirosław Naruszewicz, Hanna Orthwein, i Lubomir Tomaszewski – którego zadaniem było stworzenie nowej kolekcji rzeźb porcelanowych, współczesnego bibelotu. Prace projektowe rozpoczęto w 1955 r., przy czym początkowo miały one charakter eksperymentatorski, z uwagi na konieczność odrzucenia dotychczasowej tradycji w zakresie rzeźby kameralnej, ponadto poza Naruszewiczem plastycy ci nie pracowali wcześniej z tego typu tworzywem i musieli zaznajomić się z jego charakterem.
Pierwszy projekt był gotowy w połowie 1956 roku. Był nim Akt – Końska Wenus Henryka Jędrasiaka. Figurka ta cechuje się jeszcze charakterystycznymi dla wcześniejszej stylistyki mnogością złamań i dekoracyjną podstawą. Jednak już w kolejnych projektach – Jeleniu H. Jędrasiaka i Dziku M. Naruszewicza – coraz bardziej widoczne są nowe tendencje. Następuje uproszczenie kształtu i synteza sylwetki obiektu. Ulega ona deformacjom, mającym podkreślić pojedyncze elementy charakterystyczne.
Realizację figurek powierzono następującym fabrykom: Zakładom Porcelany „Bogucice” w Bogucicach, Zakładom Porcelany i Porcelitu w Chodzieży, Zakładom Porcelany Stołowej „Ćmielów” w Ćmielowie, Zakładom Porcelany Stołowej „Karolina” w Jaworzynie Śląskiej, Zakładom Porcelitu Stołowego „Tułowice” w Tułowicach, Zakładowi Porcelany Stołowej „Krzysztof” w Wałbrzychu oraz Zakładowi Porcelany Stołowej „Wałbrzych” w Wałbrzychu. Figurki produkowano przy zachowaniu nadzoru autorskiego, który jednak był rzadko realizowany. Wzory bywały na miejscu dostosowywane do produkcji, co znajduje wyraz w różnicach między realizacjami tego samego projektu w różnych zakładach – na przykład Sowa projektu Hanny Orthwein w wersjach z „Ćmielowa” i „Karoliny” różni się kształtem pazurków. W 1964 r. produkcję wszystkich wzorów rzeźby kameralnej przejął oddział „Świt” Zakładów Porcelany Stołowej „Ćmielów”, przy czym „Tułowice” zachowały prawo do produkcji większości figurek IWP, zaś „Bogucice” nie przekazały powstałych na miejscu form autorskich.
Już w 1956 r. figurki ćmielowskie odniosły sukces wystawienniczy na Międzynarodowych Targach Poznańskich. Aż do 1964 r. były atrakcją niemal wszystkich wystaw i targów krajowych oraz zagranicznych. Prezentowano je na Targach Lipskich, w Nowym Jorku, w Chicago, na II Polskiej Wystawie Przemysłowej w Moskwie w 1959 r. oraz na Polskiej Wystawie Szkła i Ceramiki w Berlinie. Angielski magazyn „The Studio” prezentował je kolejno w 1959 r. w swoim corocznym wydaniu specjalnym, poświęconym najlepszym wzorom sztuki użytkowej (Dzik i Batalion projektu M. Naruszewicza), 1960 r. (Gibbon H. Orthwein i Kura L. Tomaszewskiego), 1961 r. (Gołębie i Gazela H. Jędrasiaka) i 1962 r. (Bawół afrykański L. Tomaszewskiego).
Figurki projektowano w Instytucie Wzornictwa Przemysłowego do ok. 1965 r. Na przełomie lat 50. i 60. stanowiły towar powszechnie dostępny. Pod koniec lat 70. „Ćmielów” próbował ponownie wprowadzić je do produkcji w ramach nowego programu produkcyjnego, jednak działania te spotkały się z oporem i kolejnej próby do lat 90. już nie podjęto. W 1991 r. zakłady w Ćmielowie zbankrutowały, jednak ich nowy właściciel rozpoczął reedycję iwupowskich wzorów.
Nowym właścicielem, który w 1996 i 1997 r. zakupił zakłady porcelany w Ćmielowie jest Adam Spała. Razem z fabryką kupił oryginalne, pierwsze formy i modele figurek. Przez cztery lata odtwarzano zniszczone wzory, uruchomiono własne wzornictwo i w 2000 r. ponownie rozpoczęto produkcję. Figurki ćmielowskie są produkowane z porcelany angielskiej. Każda posiada atest, numer seryjny, znak firmowy – AS Ćmielów, rok produkcji i opatrzone są w indywidualny certyfikat. Część produkowana jest jako seria limitowana.
W 2004 r. Adam Spała opublikował Katalog – zestawienie figurek według nazw katalogowych. Zawiera on zdjęcia figurek opatrzonych kolejnym numerem z informacją o projektancie danego wzoru i roku powstania projektu .
Z katalogu można się też dowiedzieć jak interpretować oznaczenia figurek.
Oznaczenia przy figurkach numerowanych:
np. 1/13/02
- 1 oznacza numer katalogowy
- 13 numer kolejny wytworzonej figurki w danym roku
- 02 rok wytworzenia figurki.

Oznaczenia przy wyrobach serii limitowanej:
np. 13/500
- 13 kolejny numer figurki od 2000 roku
- 500 wielkość limitu.

Pierwsze sprzedane figurki zostały opatrzone numerem 13. Figurki od 1 do 12 posiadają złoty certyfikat i zostały zarezerwowane dla właściciela Fabryki Porcelany AS i dla przyjaciół .

## Charakterystyka
Figurki ćmielowskie reprezentują stylistykę tzw. New Look bądź okresu odwilży, charakteryzującą się w biomorficznymi liniami, asymetrią i abstrakcyjnym deseniem. W ich kształtach ma miejsce silne uproszczenie sylwetek przedstawianych obiektów i rezygnacja ze szczegółów, z wyjątkiem pojedynczych elementów charakterystycznych, które z kolei zostają uwypuklone i decydują o wyrazie całej figurki, odzwierciedlając istotę obiektu. Podstawą do takich działań była obserwacja natury i dogłębne poznanie przedstawianego obiektu. Wykorzystywano prześwity, ażurowość, budzącą skojarzenia z twórczością Henry’ego Moore’a, jak w Siedzącej dziewczynie Jędrasiaka, a przede wszystkim w pracach Lubomira Tomaszewskiego (Dama z lustrem). Zazwyczaj obiekty przedstawiane są w ujęciu statycznym, rzadziej figurki przekazują sugestię ruchu, jak w przypadku Jeźdźca meksykańskiego czy Bizona Naruszewicza.
Badacze zidentyfikowali około 130 wzorów figurek ćmielowskich, przy czym nie zachowała się kompletna dokumentacja projektowa, stąd problemy z atrybucją niektórych z nich. Pod względem tematycznym wzory czerpano ze świata istot żywych. Dominował świat zwierzęcy, reprezentowany przez zwierzęta gospodarskie, domowe, leśne, egzotyczne, nieliczne stworzenia prehistoryczne (Brontozaurus i Ichtiozaurus H. Jędrasiaka, Mamut L. Tomaszewskiego), a w szczególności ptactwo; mniejszą grupę tworzyły postaci ludzkie.
Modele figurek występowały w jednym rozmiarze, z pojedynczymi wyjątkami jak Pingwin H. Orthwein, występujący w trzech wielkościach, oraz Pocałunek L. Tomaszewskiego w dwóch wielkościach. Zdarzają się też projekty, stanowiące kompozycję grupową, z których pierwszą były Gołąbki H. Jędrasiaka, składające się z dwóch figurek. Odrębnym przypadkiem są rzeźby dwuczłonowe tego projektanta – Pawian, Marabut i Bażant – składające się z dwóch odrębnych brył, które dopiero po złożeniu tworzyły kompletną figurkę, jednak nie zostały one wdrożone do produkcji seryjnej i pozostały na etapie prototypu.
Ważnym elementem decydującym o ostatecznym wyrazie formy figurek była ich malatura. Oprócz malowania naszkliwnego wykorzystywano technikę natrysku i natrysku wybieranego. Dzięki doborze odpowiedniej techniki przydawała projektowi realizmu, naśladując pióra lub sierść zwierząt (jak w Czapli M. Naruszewicza), albo uwypuklała walory rzeźbiarskie i miała charakter abstrakcyjny. Chociaż stosowane były kolory mocne i wyraziste (Arabka L. Tomaszewskiego), najczęściej wykorzystywano gamę szarości, opartą na kontraście bieli i czerni, co łączono z panującą w kulturze modą na egzystencjalizm. Dla jednego modelu powstawało wiele projektów malatur, które niekiedy zmieniały wyraz całej figurki (przykładem Śpiewaczka L. Tomaszewskiego). Wśród projektantów malatur wymienia się m.in. projektantki związane z Instytutem Wzornictwa Przemysłowego: Zofię Palową, Barbarę Frybes, Zofię Przybyszewską, Zofię Galińską, Jadwigę Adamczewską-Miklaszewską, Danutę Duszniakównę. Według B. Banaś malatury projektowano również w zakładach produkujących figurki.

## Projektanci
Głównymi projektantami figurek ćmielowskich byli członkowie zespołu sformowanego w Instytucie Wzornictwa Przemysłowego: Henryk Jędrasiak, Mieczysław Naruszewicz, Hanna Orthwein i Lubomir Tomaszewski:
- Henryk Jędrasiak jest autorem 24 modeli[6], w tym zarówno postaci ludzkich, jak i zwierzęcych[21]. Nie unikał abstrakcji, ale nie deformował sylwetek, które upraszczał. Obiekty często redukował do kształtu trójkąta (Ryba skalar). Poprzez skręt głowy lub tułowia obiektu przydawał figurce dynamiki. Większość jego projektów dekorowana jest czernią i bielą. Uznawał, że dekoracja powinna dobrze leżeć na formie [...] powinna w słuszny sposób organizować jej powierzchnię[24].
- Mieczysław Naruszewicz jest autorem 44 modeli[6]. Projektował przede wszystkim postaci zwierzęce, ze szczególnym uwzględnieniem ptaków[19]. Upraszczając przedstawiane sylwetki, ograniczał liczbę punktów podparcia, łącząc kończyny zwierząt na przykład u Dzika[25].
- Hanna Orthwein jest autorką 33 modeli[6]. Ceniona[przez kogo?] animalistka. Jak sama twierdziła, każdy z jej projektów miał ilustrować konkretny problem konstrukcyjno-kompozycyjny, nawiązywać do tendencji w sztuce współczesnej i przygotowywać odbiorcę na jej zrozumienie[26].
- Lubomir Tomaszewski jest autorem 34 modeli[6]. Projektował przede wszystkim postacie ludzkie[19]. Najśmielej z całego zespołu posługiwał się deformacją[18]. W swoich modelach wykorzystywał linie proste, podkreślając pion[17]. Lansował wizerunek nowoczesnej kobiety, tworząc smukłe sylwetki o spiętych w koński ogon włosach (Dziewczyna w spodniach)[2]. Stosował odważne dekoracje z wyraźnymi plamami koloru[27].

W latach 50. i 60. powstawały też obiekty drobnej rzeźby kameralnej, nie zaliczane wprost przez badaczy do figurek ćmielowskich, ale wpisujące się w kreowaną przez nie estetykę. Są to prace innych projektantów związanych z Instytutem Wzornictwa Przemysłowego, a także prace projektantów zatrudnionych w ośrodkach wzorcujących, powoływanych mocą z zarządzenia z 1952 r. przy fabrykach.
- Z innych pracowników IWP figurki projektowała również Zdana Kosicka – autorka powstałych w pierwszej połowie lat 50. modeli Kotka/Kotka siedzącego oraz Konika/Konika małego[28] oraz Liliana Borenowska-Ziemka – autorka powstałego w latach 50. Kotka. Kotek Kosickiej realizowany był w „Bogucicach”[29], a pozostałe dwa wymienione modele w „Ćmielowie”[30].
- W „Ćmielowie” powstał Wesoły byczek (Fernando) Wincentego Potackiego oraz Zajączek/Zajączek ze stojącymi słuchami Kazimierza Czuby[31].
- W „Bogucicach” Paweł Karasek zaprojektował Dziewczynę z gitarą/Dziewczynę z mandoliną, zaś Eryka Trzewik-Drost 5 wzorów, w tym Pierwszy bal[31].
- Dla zakładów „Krzysztof” w Wałbrzychu Stanisław Olszamowski zaprojektował modele Biały niedźwiedź oraz Panna plażowa. Realizowano tu również Grzybiarkę/Damę z koszykiem Zbigniewy Śliwowskiej-Wawrzyniak[32]. Jan Kwinta, kierownik ośrodka wzorcującego w „Krzysztofie”, jest autorem Mrówkojada[31].

Oprócz wyżej wymienionych wzorów istnieje kilkanaście modeli figurek, realizowanych w Chodzieży, „Karolinie” i „Krzysztofie”, których projektantów nie udało się zidentyfikować. Niektóre z nich przypisywane są H. Jędrasiakowi, M. Naruszewiczowi, H. Orthwein lub L. Tomaszewskiemu.